# INS Vikrant (2013)
INS Vikrant là tàu sân bay được đóng bởi Cochin Shipyard Limited và Hải quân Ấn Độ sử dụng. Đây là tàu sân bay đầu tiên được đóng bởi Ấn Độ. Nó được hạ thủy vào 12 tháng 8 năm 2013 và dự kiến đưa vào hoạt động vào năm 2018.